# Javorina
Javorina je národní přírodní rezervace nacházející se jižně od obce Strání v okrese Uherské Hradiště ve Zlínském kraji. Oblast spravuje AOPK ČR – Regionální pracoviště Správa CHKO Bílé Karpaty. Chráněné území je zařazeno do kategorie IUCN Ia, tj. jako přísná rezervace vědeckého významu.

## Předmět ochrany
Důvodem ochrany jsou původní listnaté porosty, v prvé řadě bukový prales s javory a jasany zakrslého, zčásti keřovitého vzrůstu ve výši 958 metrů, na příkré stráni třetihorního útvaru v masívu Velké Javořiny. 

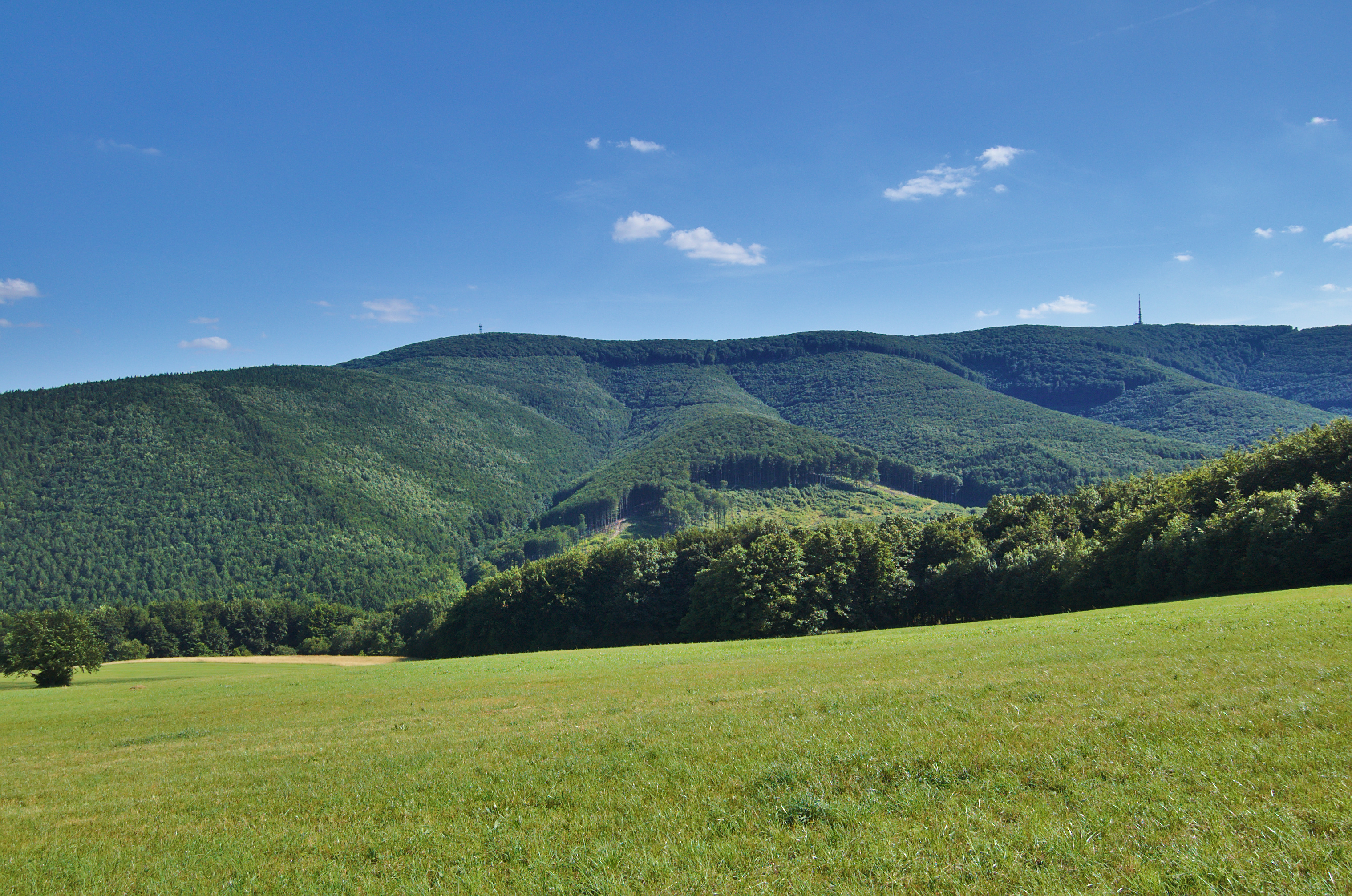
Pohled od obce Strání na oblast NPR Javorina mezi vrcholy Velká Javořina a Jelenec

Národní přírodní rezervace o rozloze 165,8702  ha na katastrálním území Strání je součástí Chráněné krajinné oblasti Bílé Karpaty a zároveň i stejnojmenné evropsky významné lokality. Chráněné území, které se nachází při státní hranici se Slovenskou republikou, přímo navazuje na slovenskou rezervaci Veľká Javorina v Chráněné krajinné oblasti Bielé Karpaty.

## Geologie
Geologický podklad chráněného území tvoří sedimenty javorinského souvrství bělokarpatské jednotky magurského flyše, kde převažují pískovce z období spodního paleocénu (svrchní křída). Na eluviu a kamenito-hlinitých svahovinách se vyvinuly středně těžké kambizemě. V nejvyšších partiích hřbetu Velké Javořiny jsou příkré svahy, rozčleněné sběrnými mísami zdrojnic Veličky a Svinárského potoka v povodí Váhu.

## Vegetace
Na mírnějších svazích pralesovité části rezervace převládají květnaté bučiny asociace Dentario enneaphylli-Fagetum, na prudších sklonech suťové javořiny asociace Lunario-Aceretum. Ve stromovém patře převažuje buk lesní (Fagus sylvatica), dále se zde vyskytují jasan ztepilý (Fraxinus excelsior) a javor klen (Acer pseudoplatanus), v nižších polohách pak i javor mléč (Acer platanoides). Díky drsnému klimatu v oblasti hřbetu Velké Javořiny mají stromy ve vrcholových partiích pokroucené tvary. Porosty se vyvíjejí zhruba 200 let prakticky bez lidského zásahu a počítá se s tím, že rezervace bude i nadále ponechána přirozenému vývoji.

## Dostupnost
Přístup do rezervace je značně omezený. Její nejzápadnější výběžek protíná červeně značená turistická cesta, která vede od autobusové zastávky Horní Němčí, rozc. Javořina 11.0 na silnici I/54 na vrchol Velké Javořiny. Přes jihovýchodní partie rezervace vede zeleně značená stezka z Květné až na slovenské území k Holubyho chatě.